# Фрум, Крис
Кристофер (Крис) Фрум (англ. Christopher "Chris" Froome; род. 20 мая 1985 года в Найроби, Кения) — британский профессиональный шоссейный велогонщик кенийского происхождения, выступающий за команду мирового тура «Israel-Premier Tech». Четырёхкратный победитель Тур де Франс (2013, 2015, 2016, 2017), победитель Джиро д'Италия (2018) и Вуэльты Испании (2017). Двукратный бронзовый призёр Олимпийских игр в индивидуальной гонке (2012, 2016). Бронзовый призер Чемпионата мира 2017 года в индивидуальной гонке. Первый уроженец Африки, добравшийся до подиума гранд-тура (Вуэльта Испании 2011) и выигравший гранд-тур (Тур де Франс 2013). Седьмой велогонщик в истории, выигравший все три гранд-тура. Первый велогонщик с 1978 года, одержавший победу в генеральной классификации Тур де Франс и Вуэльты Испании в одном сезоне (2017).

## Карьера
Родился в Кении, в юношеском возрасте вместе с родителями переехал в ЮАР, а в 2008 году принял британское гражданство и с тех пор выступает под флагом Великобритании.

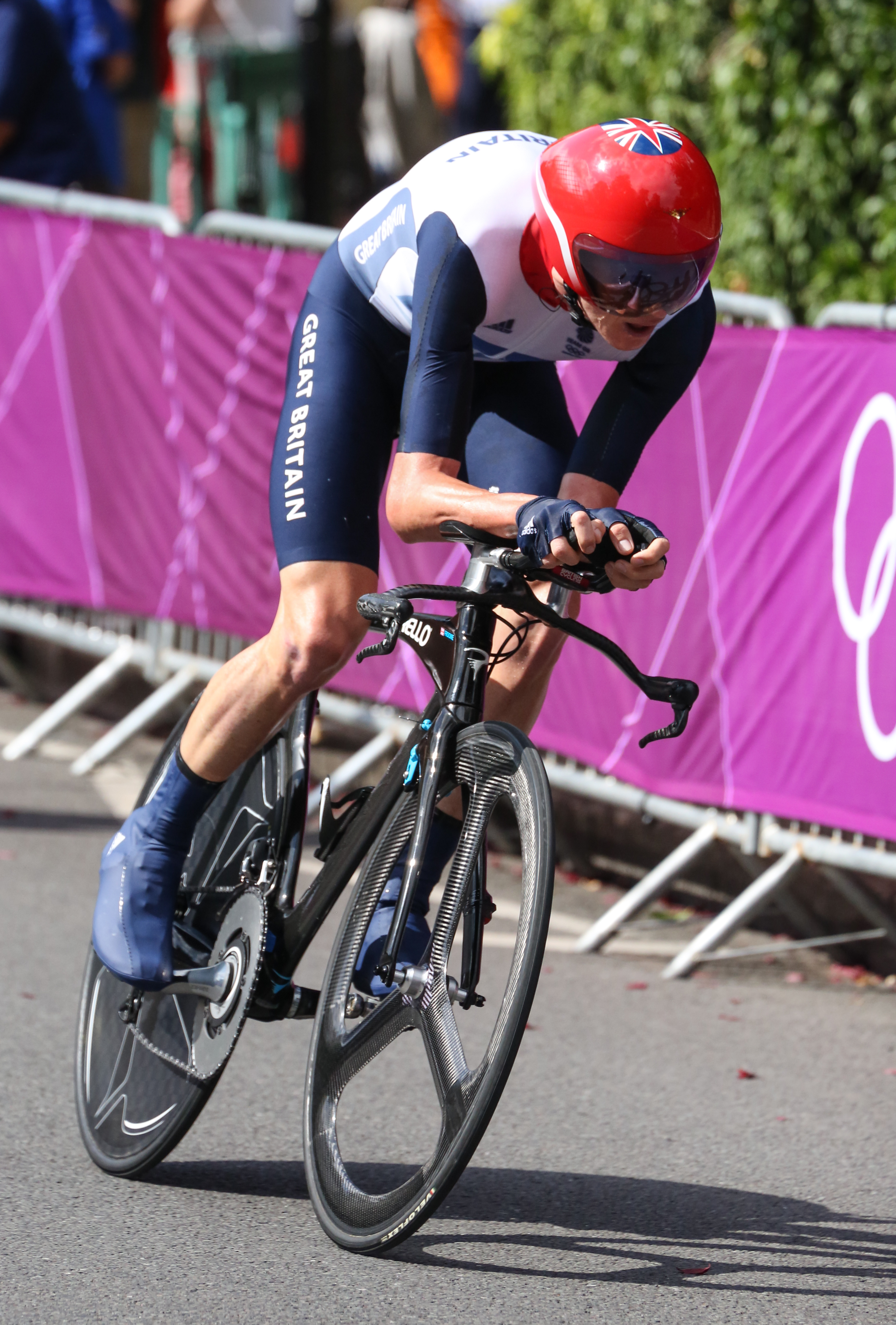
В раздельной гонке на Олимпиаде 2012 года Фрум занял третье место

Впервые на международной арене Фрум выступил в 2006 году, когда в составе сборной Кении участвовал на чемпионате мира в возрастной категории U23. В групповой гонке он стал 45-м, а разделку завершил на 36-й позиции, запомнившись лишь тем, что не вписался в один из виражей трассы и сбил стюарда.
В 2007 году Крис подписал первый профессиональный контракт с южноафриканской командой «Konica Minolta». В составе этой команды Фрум одержал первые две победы: выиграл на пятом этапе Giro delle Regioni и на шестом этапе Тура Японии. В составе сборной Кении стал серебряным призёром Чемпионата мира "В" индивидуальной гонке и бронзовым призёром Всеафриканских игр в групповой гонке  и .
Эти успехи не остались незамеченными, и в 2008 году Крис перебрался на европейский континент в британскую команду «Barloworld». В этой команде Фрум занял второе место в общем зачёте многодневки по дорогам ЮАР Giro del Capo и впервые стартовал на «Большой петле», которую завершил на 81-й позиции. В следующем году на первой в карьере Джиро он занял ещё более высокое 35-е место. В сентябре 2009 года британец заявил о переходе в новую британскую команду «Team Sky».
На первых порах в ней Фрум отметился 9-м местом в общем зачёте Tour du Haut Var. Кроме этого, Крис стал вторым на чемпионате Британии, уступив только коллеге по команде Брэдли Уиггинсу. В составе сборной Великобритании Фрум принимал участие в Играх Содружества и в гонке с раздельным стартом занял пятое место, уступив более двух минут Дэвиду Миллару.
Первая половина 2011 года оказалась для Фрума не очень удачной, зато настоящий прорыв он произвёл на испанской Вуэльте. На этапах первой недели Крис практически не опускался ниже 30-й позиции, а на девятом этапе с горным финишем на подъёме Коватилья стал пятым. Спустя день, на гонке с раздельным стартом Фрум и вовсе стал вторым, проиграв только Тони Мартину. В результате этого успеха Крис стал лидером общего зачета испанской супермногодневки. Красную лидерскую майку Фрум удержал на своих плечах всего один день, зато одержал победу на 17-м этапе, буквально вырвав победу на подъёме Пенья-Кабарга у главного соперника — Хуана Хосе Кобо. По итогам Вуэльты 2011 Крис Фрум занял второе место, уступив Хуану Хосе Кобо из GEOX 13 секунд. 18 июля 2019, после дисквалификации Хуана Хосе Кобо, победа на Вуэльте 2011 перешла Крису
На Тур Де Франс 2012 он также занял второе место, проиграв только своему капитану Брэдли Уиггинсу. На Олимпийских играх 2012 Крис стал третьим в индивидуальной разделке.
Свою первую победу Тур де Франс Крис Фрум одержал в 2013, но на следующий год сошёл с дистанции Тур де Франс 2014. После этого, Крис выиграл Тур де Франс 2015, 2016 и 2017 по генеральной классификации.

## Допинговый скандал
В декабре 2017 года Крис Фрум получил уведомление от Международного союза велосипедистов (UCI) о том, что его допинг-проба B, взятая 7 сентября 2017 года во время Вуэльты Испании-2017, вдвое превышает нормы содержания сальбутамола (Salbutamol), допустимый предел которой составляет 1000 ng/ml. О нарушении Фруму сообщили 20 сентября 2017 года. Проба В подтвердила первый анализ, и в соответствии с антидопинговыми правилами WADA было начато расследование. Фрум стандартно объяснил положительную допинг-пробу тем, что он болен астмой и принимает препарат по назначению врача, продолжил участие в велогонках и выиграл очередной Гранд Тур Джиро д’Италия 2018. Однако ряд известных гонщиков отрицательно высказались по этому поводу. Лэнс Армстронг заявил: «Фрума могут полностью оправдать, но он уже запятнан навсегда». Ромен Барде: «Не представляю, как спортсмен с такой высокой дозой сальбутамола в пробе может быть оправдан». Трёхкратный победитель Тур де Франс Грег Лемонд считает, что «Фрум несёт полную ответственность, и к нему должно быть применено соответствующее наказание». В итоге организаторы Тур де Франс 2018 не допустили проштрафившегося британца к новому Гранд Туру. Однако опасения велогонщиков о влиянии команды Фрума Team Sky на Международный союз велосипедистов оправдались. Фрум был оправдан и допущен к участию в Тур де Франс 2018.
Фрум принял участие в Тур де Франс 2018 и закончил состязание опять на подиуме третьим, удачно уступив первенство коллеге по команде «Team Sky», тоже британскому гонщику Герайнту Томасу.

## Достижения
2005
1-й на этапе 2 Tour of Mauritius
2006
1-й   Tour of Mauritius
1-й на этапах 2 и 3
2-й Anatomic Jock Race
2007
1-й  Mi-Août en Bretagne
1-й на этапе 5 Giro delle Regioni
1-й на этапе 6 Тур Японии
2-й Berg en Dale Classic
2-й  Чемпионат мира "В" - индивиуальная гонка
3-й Всеафриканские игры - групповая гонка
8-й Tour du Doubs
2008
2-й Giro del Capo
3-й Джиро дель Аппеннино
4-й Херальд Сан Тур
6th Volta ao Distrito de Santarém
2009
1-й на этапе 2 Giro del Capo
1-й Anatomic Jock Race
4-й Чемпионат Великобритании - групповая гонка
9-й Gran Premio Nobili Rubinetterie
2010
2-й Чемпионат Великобритании - индивидуальная гонка
5-й Игры Содружества - индивидуальная гонка
9-й Тур дю От-Вар
2011
1-й,  Вуэльта Испании
3-й, Тур Пекина
2012
2-й, Тур де Франс 
3-й  Олимпийские игры: ИГ
4-й, Вуэльта Испании
4-й, Критериум Дофине 
1-й на этапе 7
7-й, Мировой тур UCI
2013
1-й  Тур де Франс
1-й на этапах 8, 15 & 17 (ИГ)
1-й  Критериум Дофине
1-й на этапе 5
1-й  Тур Романдии 
1-й в прологе
1-й  Критериум Интернациональ
1-й на этапе 3
1-й  Тур Омана 
 Очковая классификация
1-й на этапе 5
2-й, Тиррено — Адриатико 
1-й на этапе 4
3-й  Чемпионат мира: КГ
3-й, Мировой тур UCI
2014
1-й  Тур Романдии
1-й на этапе 5 (ИГ)
1-й  Тур Омана 
1-й на этапе 5
Критериум Дофине 
 Очковая классификация
1-й на этапах 1 (ИГ), 2
2-й, Вуэльта Испании 
 Бойцовская премия
6-й, Вуэльта Каталонии 
7-й, Мировой тур UCI
2015
1-й  Тур де Франс 
 Горная классификация
1-й на этапе 10
1-й  Критериум Дофине 
1-й на этапах 7, 8
1-й  Вуэльта Андалусии 
 Очковая классификация
1-й на этапе 4
3-й, Тур Романдии
1-й на этапе 1 (КГ)
6-й, Мировой тур UCI
2016
1-й  Тур де Франс
1-й на этапах 8 & 18 (ИГ)
1-й  Критериум Дофине 
1-й на этапе 5
1-й  Херальд Сан Тур 
 Горная классификация
1-й на этапе 4
Тур Романдии
1-й на этапе 4
Вуэльта Испании 
2-й, Генеральная классификация 
1-й на этапах 1 (КГ) & 11, 19
 Бойцовская премия: этап 19
3-й  Олимпийские игры: ИГ
8-й, Вуэльта Каталонии 
3-й, Мировой тур UCI
2017
1-й  Тур де Франс 
Вуэльта Испании
1-й  Генеральная классификация
 Очковая классификация
 Комбинированная классификация
1-й на этапах 9 & 16 (ИГ)
 Бойцовская премия: этап 16
Чемпионат мира
3-й  Индивидуальная гонка
3-й  Командная гонка
4-й, Критериум Дофине 
6-й, Херальд Сан Тур
2018
1-й  Джиро д'Италия 
3-й, Тур де Франс 

## Статистика выступлений

#### Многодневные гонки
| Гранд-туры          |      |      |      |      |      |      |      |      |      |      |      |
| Гонка               | 2008 | 2009 | 2010 | 2011 | 2012 | 2013 | 2014 | 2015 | 2016 | 2017 | 2018 |
| Джиро д'Италия      | —    | 34   | ДСК  | —    | —    | —    | —    | —    | —    | —    | 1    |
| Тур де Франс        | 83   | —    | —    | —    | 2    | 1    | НФ   | 1    | 1    | 1    | 3    |
| Вуэльта Испании     | —    | —    | —    | 2    | 4    | —    | 2    | НФ   | 2    | 1    | —    |
| Многодневки         |      |      |      |      |      |      |      |      |      |      |      |
| Гонка               | 2008 | 2009 | 2010 | 2011 | 2012 | 2013 | 2014 | 2016 | 2016 | 2017 | 2018 |
| Тиррено — Адриатико | —    | —    | —    | —    | —    | 2    | —    | —    | —    | —    | 34   |
| Вуэльта Каталонии   | —    | —    | 71   | 61   | —    | —    | 6    | 71   | 8    | 30   | —    |
| Тур Романдии        | —    | —    | НФ   | 15   | 123  | 1    | 1    | 3    | 38   | 18   | —    |
| Критериум Дофине    | —    | —    | —    | —    | 4    | 1    | 12   | 1    | 1    | 4    | —    |
| Тур Швейцарии       | —    | —    | —    | 47   | —    | —    | —    | —    | —    | —    | —    |

### Чемпионаты
| Соревнование       | Соревнование | 2009 | 2010 | 2011 | 2012 | 2013 | 2014 | 2015 | 2016 | 2017 |
| ------------------ | ------------ | ---- | ---- | ---- | ---- | ---- | ---- | ---- | ---- | ---- |
| Олимпийские игры   | ИГ           |      |      |      | 3    |      |      |      | 3    | —    |
| Олимпийские игры   | ГГ           |      |      |      | 109  |      |      |      | 12   | —    |
| Чемпионат мира     | ИГ           | 18   | —    | —    | —    | —    | —    | —    | —    | 3    |
| Чемпионат мира     | ГГ           | НФ   | —    | НФ   | НФ   | НФ   | НФ   | —    | —    |      |
| Чемпионат Британии | ИГ           | —    | 2    | —    | —    | —    | —    | —    | —    | —    |
| Чемпионат Британии | ГГ           | 4    | 11   | НФ   | —    | —    | —    | —    | —    | —    |

| —   | Не участвовал     |
| НФ  | Не финишировал    |
| ДСК | Дисквалифицирован |

## Личная жизнь
В ноябре 2014 Фрум женился на Мишель Каунд. В декабре 2015 года у них родился сын — Келлан, а в августе 2018 у Криса родилась дочь — Кейти.

## Награды
- Орден Британской империи степени офицера (30 декабря 2015) — «за заслуги в велоспорте»[18].